# Río San Francisco (Mapocho)
El San Francisco es un curso natural de agua de régimen nival que forma  de los deshielos de los Andes, (en la Región Metropolitana de Santiago) con dirección general sur hasta confluir con el río Molina donde se inicia el río Mapocho. 

## Trayecto
Bordea el Sierra de San Francisco, donde opera la minera Los Bronces (ex La Disputada) y existe embalse de relave. Pasa por Corral Quemado , donde recibe las aguas del Estero Yerba Loca  Finalmente confluye con el Río Molina formando el Río Mapocho, en La Ermita.

## Caudal y régimen
El San Francisco pertenece a la "Subcuenca Alta del Mapocho", junto al río Molina, estero Yerba Loca, hasta la junta del río Mapocho con el estero Arrayán, incluyendo este último. Toda la subcuenca observa un régimen nivo – pluvial, que aunque la influencia nival es la más importante es posible advertir cierta influencia pluvial, salvo en el caso del estero Yerba Loca, el que es puramente nival. Los mayores caudales se observan entre noviembre y enero, mientras que los menores ocurren entre marzo y mayo.: 71 